# خال‌سهره پشت‌سبز
خال‌سهره پشت‌سبز یا خال‌سهره سبز (نام علمی: Mandingoa nitidula) یک سهره ریز است که در بسیاری از مناطق جنوب صحرای آفریقا یافت می‌شود. آی‌سوسی‌ان این گونه را به عنوان کمترین نگرانی طبقه‌بندی کرده‌است.